# Союз за прогресс и реформы (Буркина-Фасо)
Союз за прогресс и реформы (фр. Union pour le Progrès et le Changement , UPC) — политическая универсальная партия либерально-демократического направления в Буркина-Фасо. Партия называет себя неидеологической.

## История

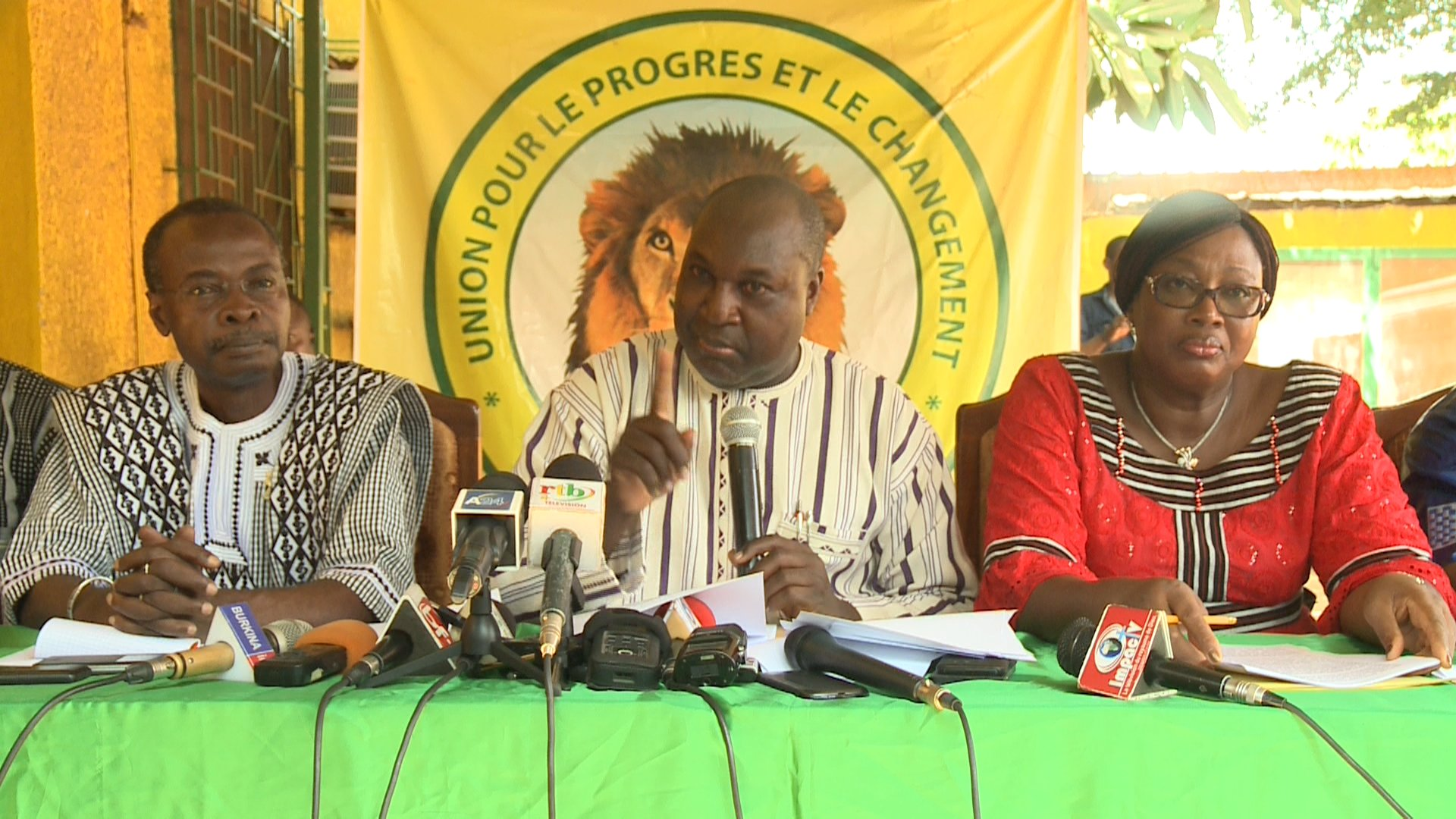
Зефирин Диабре с однопартийцами. 2017 г.

Создана в октябре 2010 года Зефирином Диабре и его соратниками в результате выхода из Организации народной демократии - рабочее движение и слиянием с рядом других партий в Уагадугу.
UPC заняла третье место при голосовании на парламентских выборах 2012 года, получив 11% голосов и 19 из 127 мест в Национальной ассамблее Буркина-Фасо, став второй по величине партией после ХДП.
На всеобщих выборах 2015 года партия получила 21% голосов, получив 33 места в парламенте страны. Кандидат в президенты Зефирин Диабре занял второе место с 30% голосов.